# Non costa niente/Se passerai di qui
Non costa niente/Se passerai di qui è un singolo della cantante italiana Wilma De Angelis pubblicato nel 1963 dalla casa discografica Philips.

## Descrizione
Entrambi i brani sono stati portati dall'artista in gara al Festival di Sanremo 1963.
Il brano Non costa niente è stato cantato in doppia esecuzione con Johnny Dorelli e si è classificato al 4º posto.
Il brano Se passerai di qui è stato cantato in doppia esecuzione con Flo Sandon's e non è arrivato in finale.

## Tracce
1. Non costa niente (Di Diego Calcagno e Eros Sciorilli)
2. Se passerai di qui (Di Angelo Camis e Gian Carlo Testoni)